# Tetragonula mellipes
Tetragonula mellipes är en biart som först beskrevs av Heinrich Friese 1898.  Tetragonula mellipes ingår i släktet Tetragonula och familjen långtungebin. Inga underarter finns listade i Catalogue of Life.

## Bildgalleri

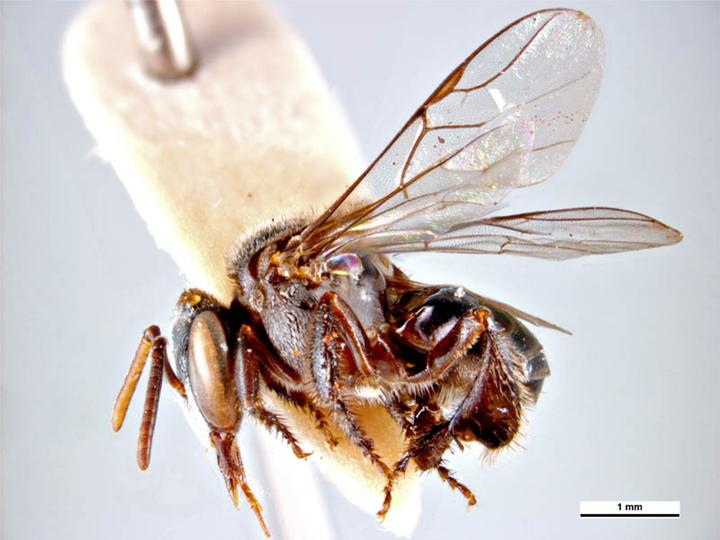
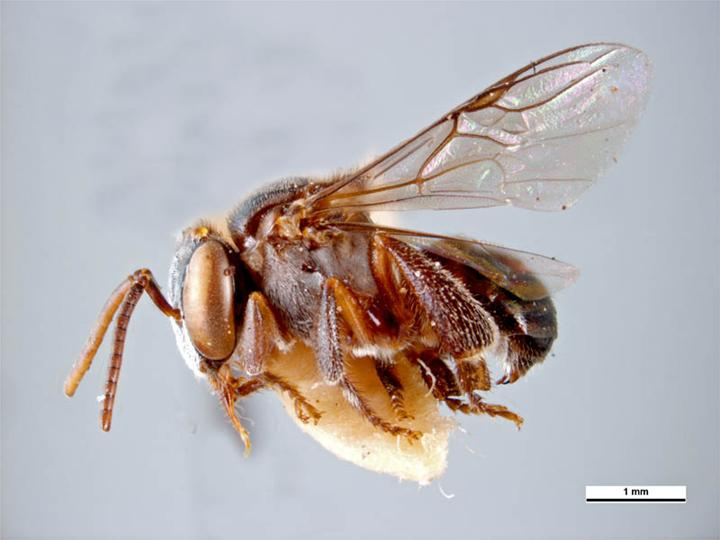